# Chelonus kotenkoi
Chelonus kotenkoi är en stekelart som först beskrevs av Vladimir Ivanovich Tobias 1992.  Chelonus kotenkoi ingår i släktet Chelonus och familjen bracksteklar. Inga underarter finns listade i Catalogue of Life.